# Керкеты
Керкеты — одно из древних племён Северо-Западного Кавказа, предки современных адыгов.
Название «керкеты», по-видимому, явилось основой возникшего позже названия народа — черкесы. Сам этноним предположительно иранского происхождения или же происходит от греческого κερκέτηζ — «вид кормового весла», и является прозвищем торетов, данным им греками за искусство в морском
деле.

## Общие сведения
Самое первое (древнее) упоминание керкетов датируется VI веком до н. э. и принадлежит Скилаку Кариандскому.
Второе упоминание керкетов датируется в V в. до н. э. и принадлежит Геланику Мителенскому.
Керкеты хорошо известны из произведений античных авторов — Страбон, Плиний, Птолемей, Аноним и др.
Согласно автору II в. до н.э. Артемидору, керкеты занимали побережье «за Батами» (современный Новороссийск) на пространстве около 850 стадиев, т.е. до Туапсе.
Плиний, описывая побережье с востока на запад, говорит:

На побережье близ керкетов река Икар, аки с городом Гиером и рекой на расстоянии 136000 шагов от Гераклея. Затем мыс Круны, и от него крутая возвышенность, которую занимают тореты. Далее государство синдов в 65500 шагов от Гиера и реки Сехерий.

По сообщениям античных авторов позже — в эллинистическую эпоху — керкеты объединились с родственным племенем торетов.
К IV в. н. э. относится одно из последних упоминаний керкетов, которое сделал Руф Фест Авиен, в своем произведении «Описание земного круга».
К V в. н. э. относится, возможно, самое позднее из античных упоминаний керкетов, принадлежавшее Псевдо-Арриану, который писал:

За синдами же находятся керкеты, называемые также торетами, справедливый и добрый народ и весьма опытный в мореходстве.

Автор V в. н. э. Гесихий Александрийский отмечал: «керкеты — народ синдский». Это замечание можно расценить как свидетельство этнического родства керкетов с синдо-меотами.

## Территория обитания и миграции
- Первоначально (в античную эпоху) — Черноморское побережье между нынешним Новороссийском и р. Нечепсухо.
- Позже — в 3—4 вв. н. э. были вытеснены готами в район верховьев р. Лаба[9]

### Миграции
Древнейшие миграционные потоки с территории исторической Черкесии отмечаются для античной эпохи такими авторитетными исследователями этого вопроса, как Л. А. Ельницкий, Н. А. Членова, И. А. Джавахишвили.
Также, по мнению авторитетных учёных, (Дж. Кисслинг, В. В. Латышев) имели место следующие миграции части керкетов, которые спускались в Колхиду

## Обычаи, традиции
Николай Дамасский в своё время записал следующие древние обычаи керкетов :
- Людей, совершивших какой-либо проступок, керкеты не допускают к священнодействиям.
- Если кто-нибудь, управляя лодкой, допустит оплошность, то каждый по порядку, подойдя, плюет на него.